# Pteromalus elongatus
Pteromalus elongatus är en stekelart som beskrevs av Julius Theodor Christian Ratzeburg 1852. Pteromalus elongatus ingår i släktet Pteromalus och familjen puppglanssteklar.
Artens utbredningsområde är Tyskland. Inga underarter finns listade i Catalogue of Life.